# Feliks Fryze

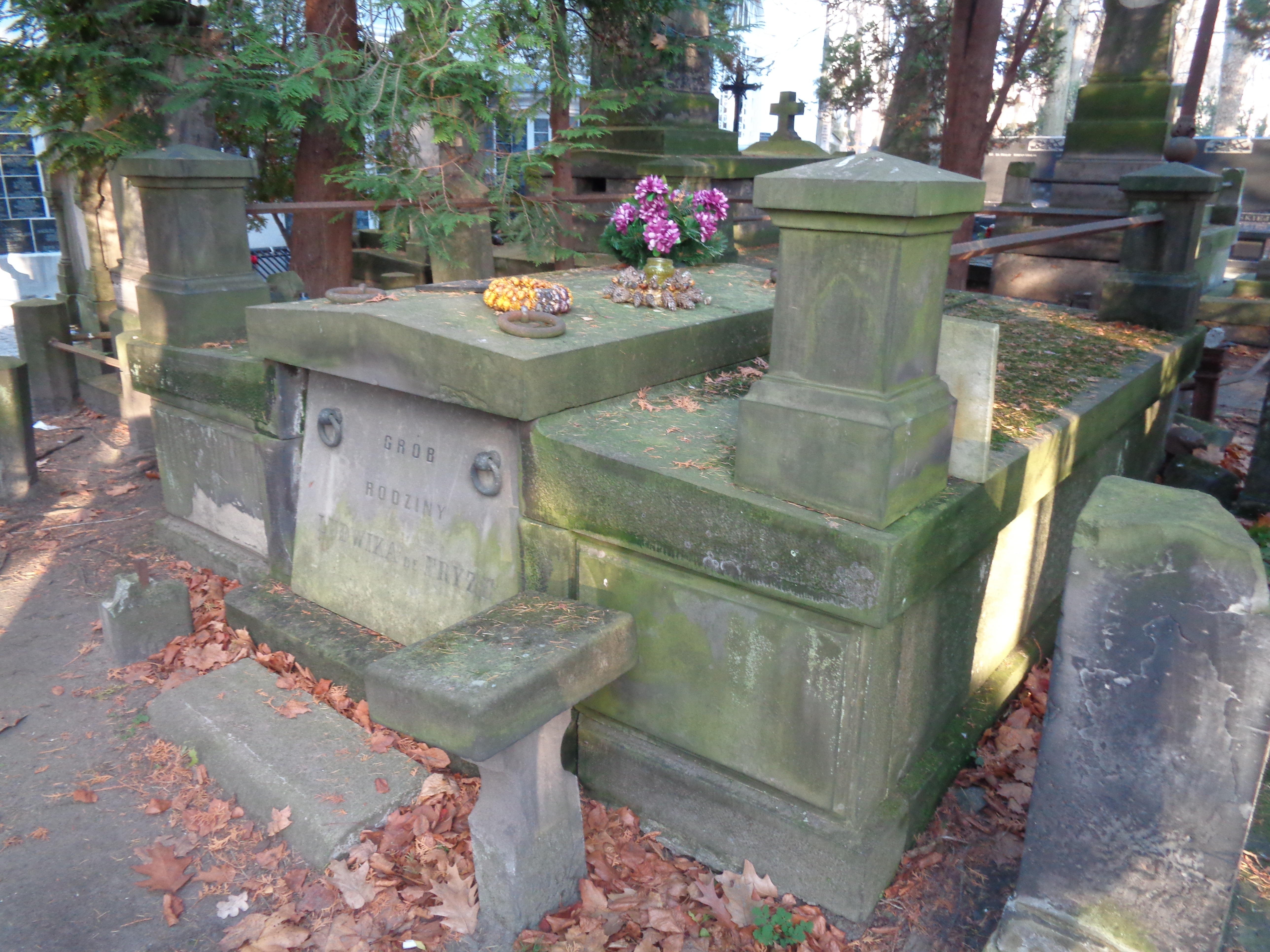
Grób Feliksa Fryze na cmentarzu Powązkowskim

Feliks Fryze (ur. 18 maja 1843 w Warszawie, zm. 1 września 1907 tamże) – dziennikarz, redaktor, wydawca.

## Życiorys
Urodził się w rodzinie Antoniego i Heleny Fryze, spolonizowanej rodzinie niemieckiej, która w 1768 otrzymała szlachectwo za zasługi. Ojciec jego był urzędnikiem w Królestwie Polskim. Po ukończeniu gimnazjum wstąpił do Instytutu Politechniczego w Puławach, następnie przeniósł się do Szkoły Głównej w Warszawie. Przez pewien czas pracował w Obserwatorium Astronomicznym w Warszawie.
W 1868 rozpoczyna pisanie do „Gazety Warszawskiej” i w następnym roku przechodzi do „Kuriera Warszawskiego”. W pracy wykazywał się niebywałą energią, zapałem i zaangażowaniem. W składzie redakcji byli razem z nim: Bolesław Prus, Marian Gawalewicz, Czesław Jankowski, Wiktor Gomulicki, Władysław Bogusławski, Kazimierz Łuniewski oraz Wacław Szymanowski jako redaktor naczelny. Przebywając za granicą między innymi w Nowym Jorku, zwiedzał i poznawał nie tylko wydawnictwa i gazety ale również mocno interesował się strażą pożarną. Interesował się sprzętem pożarniczym, wyszkoleniem strażaków, ich organizacją, finansowaniem. Nie mając w dziedzinie pożarnictwa wykształcenia stał się wybitnym specjalistą z którego wiedzą warszawscy strażacy bardzo się liczyli. Był pomysłodawcą i realizatorem powstania Kasy Zapomogowej dla Warszawskich Strażaków. Miała ona za zadanie wspierać strażaków i ich rodziny w przypadku utraty zdrowia lub życia.
Jako sprawozdawca prasowy odbył w 1872 i 1873 trzy wycieczki balonem. W 1875 nabywa ilustrowane czasopismo satyryczne „Mucha” i jest jego redaktorem przez następne 10 lat. W 1876 kończy pracę w redacji „Kuriera Warszawskiego” i w następnym roku zakupuje czasopismo „Antrakt”, które pod zmienionym tytułem „Kurier Poranny”, wydawane jest do 1939.
Z żoną Franciszką Salomeą z Wysockich mieli dwoje dzieci Bartłomieja Ludwika i Marcelinę Teklę. 
Zmarł w Warszawie dnia 1 września 1907. Spoczywa na cmentarzu Powązkowskim w Warszawie (kwatera  9-3-4,5).